# Rise to It
«Rise to It» es una canción de la banda estadounidense Kiss, del álbum Hot in the Shade de 1989. Fue lanzada como sencillo el 1 de abril de 1990. Solo fue tocada en vivo durante el Hot in the Shade Tour.

## Video Musical
El video musical, dirigido por Mark Rezyka, presenta a Stanley y Simmons en sus personajes de maquillaje icónicos por primera vez desde la gira Creatures of the Night de la banda en 1982 . Las escenas de introducción y epílogo del video tienen lugar en el camerino de la banda en 1975. Mientras se maquillan, Stanley y Simmons discuten sobre actuar sin el maquillaje. En el epílogo, mientras la banda se prepara para su espectáculo, Stanley afirma que no importa qué cambios, seguirán siendo Kiss. Los trajes utilizados en estas escenas son históricamente inexactos; El disfraz de Simmons es de la era Unmasked (1980) mientras que el de Stanley es de Love Gun (1977). Además, Peter Criss y Ace Frehley son sustituidos por dobles de cuerpo que obviamente son Eric Carr y Bruce Kulick (quien llevaba el disfraz de "Guerrero Ankh" de Vinnie Vincent ).

## Personal
- Paul Stanley - voz, guitarra
- Gene Simmons - bajo, voz
- Eric Carr - batería
- Bruce Kulick - guitarra